# National Board of Review Awards 1937
La 9ª edizione dei National Board of Review Awards si è tenuta il 30 dicembre 1937.

## Classifiche

### Migliori dieci film
- Notturno tragico (Night Must Fall), regia di Richard Thorpe
- Emilio Zola (The Life of Emile Zola), regia di William Dieterle
- Legione Nera (Black Legion), regia di Archie L. Mayo
- Margherita Gauthier (Camille), regia di George Cukor
- Cupo tramonto (Make Way for Tomorrow), regia di Leo McCarey
- La buona terra (The Good Earth), regia di Sidney Franklin
- Vendetta (They Won't Forget), regia di Mervyn LeRoy
- Capitani coraggiosi (Captains Courageous), regia di Victor Fleming
- È nata una stella (A Star is Born), regia di William A. Wellman
- Palcoscenico (Stage Door), regia di Gregory La Cava

### Migliori film stranieri
- La maschera eterna (Die ewige maske), regia di Werner Hochbaum
- Verso la vita (Les bas-fonds), regia di Jean Renoir
- Il deputato del Baltico (Deputat Baltiki), regia di Iosif Kheifits e Aleksandr Zarkhi
- Mayerling, regia di Anatole Litvak
- Terra di Spagna (The Spanish Earth), regia di Joris Ivens
- Golgota (Golgotha), regia di Julien Duvivier
- La danza degli elefanti (Elephant Boy), regia di Robert J. Flaherty, Zoltán Korda
- Janošik, regia di Martin Frič
- Palos brudefærd, regia di Friedrich Dalsheim

## Premi
- Miglior film: Notturno tragico (Night Must Fall), regia di Richard Thorpe
- Miglior film straniero: La maschera eterna (Die ewige maske), regia di Werner Hochbaum